# ニルット・スラシアン
ニルット・スラシアン（タイ語: นิรุจน์ สุระเสียง、1979年2月20日 - ）は、タイ王国の元サッカー選手、現サッカー指導者。元タイ王国代表。選手時代のポジションはDFもしくはMF。

## クラブ歴
1999年にBECテロ・サーサナFCで選手となった。2004年にベトナムのビンディンFCに移籍、ホアンアイン・ザライFC、ナビバンク・サイゴンFCを経て2012年にバンコク・グラスFCに移籍、タイ王国に復帰した。その後、スパンブリーFC、アーミー・ユナイテッドFCに所属し、2014年11月に選手を引退した。

## 代表歴
2000年から2009年にかけて代表として出場し、AFCアジアカップ2007のメンバーになった。

## 個人成績
代表での得点一覧
| #  | 日附           | 場所                                               | 対戦相手       | 得点 | 結果 | 大会                                   |
| -- | -------------- | -------------------------------------------------- | -------------- | ---- | ---- | -------------------------------------- |
| 1. | 2000年3月29日  | シャー・アラム・シャー・アラム・スタジアム         | マレーシア     | 3-2  | 3-2  | AFCアジアカップ2000予選                |
| 2. | 2000年4月4日   | バンコク・スパチャラサイ国立競技場                 | 北朝鮮         | 2–1  | 5–3  | AFCアジアカップ2000予選                |
| 3. | 2003年11月21日 | バンコク・ラジャマンガラ・スタジアム               | ウズベキスタン | 2–0  | 4–1  | AFCアジアカップ2004                    |
| 4. | 2004年3月31日  | サナア・アル・サウラ・スポーツ・シティ・スタジアム | イエメン       | 2–0  | 3–0  | 2006 FIFAワールドカップ・アジア2次予選 |
| 5. | 2007年10月15日 | マカオ・澳門運動場                                 | マカオ         | 3–0  | 7–1  | 2010 FIFAワールドカップ・アジア1次予選 |

## タイトル

### クラブ
BECテロ・サーサナFC
- タイ・プレミアリーグ: 2000, 2001-02
- コー・ロイヤルカップ: 2001

ビンディンFC
- ベトナム・カップ: 2004

ナビバンク・サイゴンFC
- ベトナム・カップ: 2011